# 嘉穂郡

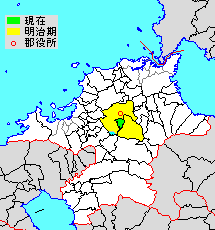
福岡県嘉穂郡の位置（緑：桂川町 水色：後に他郡から編入した区域）

嘉穂郡（かほぐん）は、福岡県の郡。
人口12,300人、面積20.14km²、人口密度611人/km²。（2025年2月1日、推計人口）
以下の1町を含む。
- 桂川町（けいせんまち）

## 郡域
1896年（明治29年）に行政区画として発足した当時の郡域は、上記1町のほか、下記の区域にあたる。
- 飯塚市の大部分（桑曲を除く）
- 嘉麻市の大部分（猪国を除く）

## 歴史
- 明治29年（1896年）

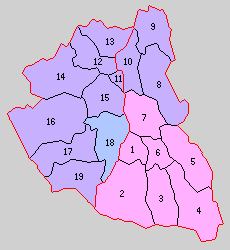
1.碓井村 2.千手村 3.足白村 4.宮野村 5.熊田村 6.大隈町 7.稲築村 8.庄内村 9.頴田村 10.笠松村 11.飯塚町 12.二瀬村 13.大谷村 14.鎮西村 15.穂波村 16.大分村 17.上穂波村 18.桂川村 19.内野村（紫：飯塚市 桃：嘉麻市 青：桂川町）

  - 4月1日 - 郡制の施行のため、嘉麻郡・穂波郡の区域をもって発足。以下の町村が所属。（2町17村）
    - 旧・嘉麻郡（1町9村） - 碓井村、千手村、足白村、宮野村、熊田村、大隈町、稲築村（現・嘉麻市）、庄内村、頴田村、笠松村（現・飯塚市）
    - 旧・穂波郡（1町8村） - 飯塚町、二瀬村、大谷村、鎮西村、穂波村、大分村、上穂波村（現・飯塚市）、桂川村（現・桂川町）、内野村（現・飯塚市）

  - 7月1日 - 郡制を施行。郡役所が飯塚町に設置。
- 明治42年（1909年）6月1日 - 飯塚町・笠松村が合併し、改めて飯塚町が発足。（2町16村）
- 大正7年（1918年）1月1日 - 大谷村が町制施行・改称して幸袋町となる。（3町15村）
- 大正12年（1923年）4月1日 - 郡会が廃止。郡役所は存続。
- 大正13年（1924年）9月1日 - 熊田村が町制施行して熊田町となる。（4町14村）
- 大正14年（1925年）5月10日 - 熊田町が改称して山田町となる。
- 大正15年（1926年）7月1日 - 郡役所が廃止。以降は地域区分名称となる。
- 昭和7年（1932年）
  - 1月20日 - 飯塚町が市制施行して飯塚市となり、郡より離脱。（3町14村）
  - 9月1日 - 二瀬村が町制施行して二瀬町となる。（4町13村）
- 昭和15年（1940年）4月17日 - 桂川村が町制施行して桂川町となる。（5町12村）
- 昭和16年（1941年）4月17日（7町10村）
  - 碓井村が町制施行して碓井町となる。
  - 稲築村が町制施行して稲築町となる。
- 昭和22年（1947年）12月7日 - 内野村が朝倉郡夜須村の一部（桑曲）を編入。
- 昭和29年（1954年）4月1日 - 山田町が市制施行して山田市となり、郡より離脱。（6町10村）
- 昭和30年（1955年）1月1日 - 大隈町・千手村・宮野村・足白村が合併して嘉穂町が発足。（6町7村）
  - 3月1日 - 二瀬町の一部（元町および片島・川津の各一部）が飯塚市に編入。
  - 3月31日（7町4村）
    - 上穂波村・内野村および大分村の一部（高田・舎利蔵・津原・久保白を除く）が合併して筑穂町が発足。
    - 大分村の残部（高田・舎利蔵・津原・久保白）が穂波村に編入。
- 昭和32年（1957年）11月3日 - 穂波村が町制施行して穂波町となる。（8町3村）
- 昭和33年（1958年）11月1日 - 庄内村が町制施行して庄内町となる。（9町2村）
- 昭和34年（1959年）1月1日 - 頴田村が町制施行して頴田町となる。（10町1村）
- 昭和38年（1963年）4月1日 - 二瀬町・幸袋町・鎮西村が飯塚市と合併し、改めて飯塚市が発足。（8町）
- 平成18年（2006年）
  - 3月26日 - 筑穂町・穂波町・庄内町・頴田町が飯塚市と合併し、改めて飯塚市が発足。（4町）
  - 3月27日 - 稲築町・碓井町・嘉穂町が山田市と合併して嘉麻市が発足し、郡より離脱。（1町）

### 変遷表
| 明治22年以前 | 旧郡   | 明治29年2月26日 | 明治29年 - 大正15年                             | 昭和1年 - 昭和19年    | 昭和20年 - 昭和29年 | 昭和30年 - 昭和63年                                 | 平成1年 - 現在         | 現在   |
| ------------ | ------ | --------------- | ----------------------------------------------- | --------------------- | ------------------- | --------------------------------------------------- | ---------------------- | ------ |
|              | 穂波郡 | 桂川村          | 桂川村                                          | 昭和15年4月17日 町制  | 桂川町              | 桂川町                                              | 桂川町                 | 桂川町 |
|              | 穂波郡 | 上穂波村        | 上穂波村                                        | 上穂波村              | 上穂波村            | 昭和30年3月31日 筑穂町                              | 平成18年3月26日 飯塚市 | 飯塚市 |
|              | 穂波郡 | 内野村          | 内野村                                          | 内野村                | 内野村              | 昭和30年3月31日 筑穂町                              | 平成18年3月26日 飯塚市 | 飯塚市 |
|              | 穂波郡 | 大分村          | 大分村                                          | 大分村                | 大分村              | 昭和30年3月31日 筑穂町 （大分・内住）               | 平成18年3月26日 飯塚市 | 飯塚市 |
|              | 穂波郡 | 大分村          | 大分村                                          | 大分村                | 大分村              | 昭和30年3月31日 穂波村に編入 （高田・舎利蔵・津原） | 平成18年3月26日 飯塚市 | 飯塚市 |
|              | 穂波郡 | 穂波村          | 穂波村                                          | 穂波村                | 穂波村              | 昭和32年11月3日 町制、穂波町                        | 平成18年3月26日 飯塚市 | 飯塚市 |
|              | 穂波郡 | 鎮西村          | 鎮西村                                          | 鎮西村                | 鎮西村              | 昭和38年4月1日 飯塚市                               | 平成18年3月26日 飯塚市 | 飯塚市 |
|              | 穂波郡 | 二瀬村          | 二瀬村                                          | 昭和7年9月1日 町制    | 二瀬町              | 昭和38年4月1日 飯塚市                               | 平成18年3月26日 飯塚市 | 飯塚市 |
|              | 穂波郡 | 大谷村          | 大正7年1月1日 町制改称 幸袋町                   | 幸袋町                | 幸袋町              | 昭和38年4月1日 飯塚市                               | 平成18年3月26日 飯塚市 | 飯塚市 |
|              | 穂波郡 | 飯塚町          | 明治42年6月1日 飯塚町                           | 昭和7年1月20日 飯塚市 | 飯塚市              | 昭和38年4月1日 飯塚市                               | 平成18年3月26日 飯塚市 | 飯塚市 |
|              | 嘉麻郡 | 笠松村          | 明治42年6月1日 飯塚町                           | 昭和7年1月20日 飯塚市 | 飯塚市              | 昭和38年4月1日 飯塚市                               | 平成18年3月26日 飯塚市 | 飯塚市 |
|              | 嘉麻郡 | 庄内村          | 庄内村                                          | 庄内村                | 庄内村              | 昭和33年11月1日 町制、庄内町                        | 平成18年3月26日 飯塚市 | 飯塚市 |
|              | 嘉麻郡 | 頴田村          | 頴田村                                          | 頴田村                | 頴田村              | 昭和34年1月1日 町制、頴田町                         | 平成18年3月26日 飯塚市 | 飯塚市 |
|              | 嘉麻郡 | 熊田村          | 大正13年9月1日 町制 大正14年5月10日 改称 山田町 | 山田町                | 昭和29年4月1日 市制 | 山田市                                              | 平成18年3月27日 嘉麻市 | 嘉麻市 |
|              | 嘉麻郡 | 大隈町          | 大隈町                                          | 大隈町                | 大隈町              | 昭和30年1月1日 嘉穂町                               | 平成18年3月27日 嘉麻市 | 嘉麻市 |
|              | 嘉麻郡 | 宮野村          | 宮野村                                          | 宮野村                | 宮野村              | 昭和30年1月1日 嘉穂町                               | 平成18年3月27日 嘉麻市 | 嘉麻市 |
|              | 嘉麻郡 | 千手村          | 千手村                                          | 千手村                | 千手村              | 昭和30年1月1日 嘉穂町                               | 平成18年3月27日 嘉麻市 | 嘉麻市 |
|              | 嘉麻郡 | 足白村          | 足白村                                          | 足白村                | 足白村              | 昭和30年1月1日 嘉穂町                               | 平成18年3月27日 嘉麻市 | 嘉麻市 |
|              | 嘉麻郡 | 碓井村          | 碓井村                                          | 昭和16年4月17日 町制  | 碓井町              | 碓井町                                              | 平成18年3月27日 嘉麻市 | 嘉麻市 |
|              | 嘉麻郡 | 稲築村          | 稲築村                                          | 昭和16年4月17日 町制  | 稲築町              | 稲築町                                              | 平成18年3月27日 嘉麻市 | 嘉麻市 |

## 行政
郡長を務めた主な人物
- 郡保宗